# Kendra Harrison
Kendra Harrison (née le 18 septembre 1992 à Memphis) est une athlète américaine, spécialiste du 100 mètres haies. 
Vice-championne du monde en 2019 à Doha, elle décroche la médaille d'argent aux Jeux olympiques de Tokyo en 2021. Elle a détenu le record du monde du 100 mètres haies de 2016 à 2022 avec le temps de 12 s 20.

## Biographie
Kendra Harrison, surnommée parfois Keni, nait et grandit à Memphis dans le Tennessee, adoptée par Gary et Karon Harrison au sein d'une fratrie de onze enfants, dont huit sont adoptés. La famille se fixe en Caroline du Nord en 1997.

### Débuts
Étudiante à l'Université de Clemson, elle devient championne des États-Unis junior du 100 m haies et du 400 m haies en 2010. Elle participe aux sélections olympiques de 2012 sur 100 m haies mais est éliminée dès les séries. En 2013, sous les couleurs de  l'Université du Kentucky, à Lexington, elle se classe 2e du 400 m haies et 5e du 100 m haies des championnats NCAA. 
En 2015, elle remporte le titre NCAA du 100 m haies en 12 s 55, quelques jours après avoir établi son record personnel à 12 s 50 à Starkville. Lors de ces championnats universitaires, elle porte son record personnel sur 400 m haies à 54 s 09. Deuxième des championnats des États-Unis 2015 en 12 s 56, à 1/100e de sa compatriote Dawn Harper-Nelson, Kendra Harrison participe aux championnats du monde de Pékin, en août 2015, mais est disqualifiée en demi-finale pour faux-départ.

### Record du monde du 100 m haies (2016)
Durant l'hiver 2016, elle domine le 60 m haies mondial : le 23 janvier à Lexington, l'Américaine court en séries 7 s 86 puis en finale 7 s 83 (WL) puis, le 6 février à Karlsruhe, elle remporte sa série en 7 s 82 (WL) et remporte également la finale dans le temps de 7 s 86. Elle abaisse son record en finale du Championnats des États-Unis le 12 mars 2016 en établissant le temps de 7 s 77, battue néanmoins par Brianna Rollins (7 s 76). Le 18 mars 2016, Harrison se classe 8e de la finale lors des championnats du monde en salle de Portland sur 60 m haies en 8 s 87 après avoir heurté violemment la première haie. 
Le 8 avril 2016, à Athens, elle porte son record personnel sur 100 m haies à 12 s 36. Le 28 mai 2016, lors de la Prefontaine Classic à Eugene, Harrison remporte la course en 12 s 24 et réalise la deuxième meilleure performance mondiale de tous les temps sur 100 m haies, derrière les 12 s 21 de la Bulgare Yordanka Donkova en 1988. Elle améliore à cette occasion le record d'Amérique du Nord, d'Amérique centrale et des Caraïbes que détenait sa compatriote Brianna Rollins depuis 2013.
Le 22 juillet 2016, au meeting de Londres, elle bat le record du monde de sa discipline en 12 s et 20 centièmes, améliorant d'un centième de seconde l'ancien record de la Bulgare Yordanka Donkova établi en 1988. Néanmoins, elle ne participe pas aux Jeux olympiques de Rio à cause de sa contre-performance lors des sélections américaines se déroulant à Eugene. En effet, elle termine 6e de la finale, les 3 premières se qualifiant pour les JO,.
Après les Jeux olympiques de Rio où elle arrive sur les circuits plus en forme que les autres athlètes, Kendra Harrison s'impose au Meeting de Paris en 12 s 44 puis au Weltklasse Zurich le 1er septembre en 12 s 63, lui permettant ainsi de remporter le trophée de la Ligue de diamant.

### Au pied du podium à Londres (2017)

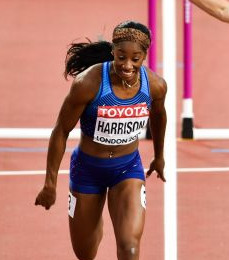
Kendra Harrison lors des championnats du monde 2017.

Kendra Harrison ouvre sa saison 2017 le 21 janvier à Lexington où elle établit un chrono incroyable sur 60 m haies, à ce stade de la saison, en 7 s 75. Ce temps représente son nouveau record personnel, ainsi que la 13e performeuse mondiale de tous les temps sur la distance (record du monde à 7 s 68 par Susanna Kallur) ainsi qu'à seulement 3 centièmes du record des États-Unis de Lolo Jones (7 s 72 en 2010).
Le 5 mars, à Albuquerque, elle devient pour la première fois championne des États-Unis en 7 s 81, mais sa performance en demi-finale porte toutes les attentions sur l'Américaine puisqu'elle a amélioré son record personnel à 7 s 74, égalant à cette occasion la grande Gail Devers.
Le 5 mai, Keni Harrison remporte le meeting de Doha en 12 s 59 dans un fort vent de face. Le lendemain, elle révèle avoir couru avec une blessure de la main, qu'elle s'est faite durant l'entrainement. Elle sera opérée du majeur gauche et reprendra la compétition début juin. Elle reprend la compétition à l'occasion des Championnats des Etats-Unis où elle établit dès les séries la meilleure performance mondiale de l'année en 12 s 54. Sa meilleure performance mondiale de l'année est ensuite battue par Jasmin Stowers en 12 s 47, mais Harrison remporte la finale en 12 s 60, se qualifiant pour les mondiaux de Londres.
Le 4 juillet, à Székesfehérvár, elle court en 12 s 28, établissant une meilleure performance mondiale de l'année, un record du meeting, le 2e chrono de sa carrière et se présente ainsi en favorite pour les mondiaux de Londres. Cinq jours plus tard, elle s'impose à Londres, terres de son record du monde, en 12 s 39 puis à Monaco en 12 s 51.
Le 12 août, elle échoue au pied du podium des championnats du monde de Londres en 12 s 74, derrière Sally Pearson (12 s 59), Dawn Harper-Nelson (12 s 63) et Pamela Dutkiewicz (12 s 72).

### Championne du monde en salle (2018)

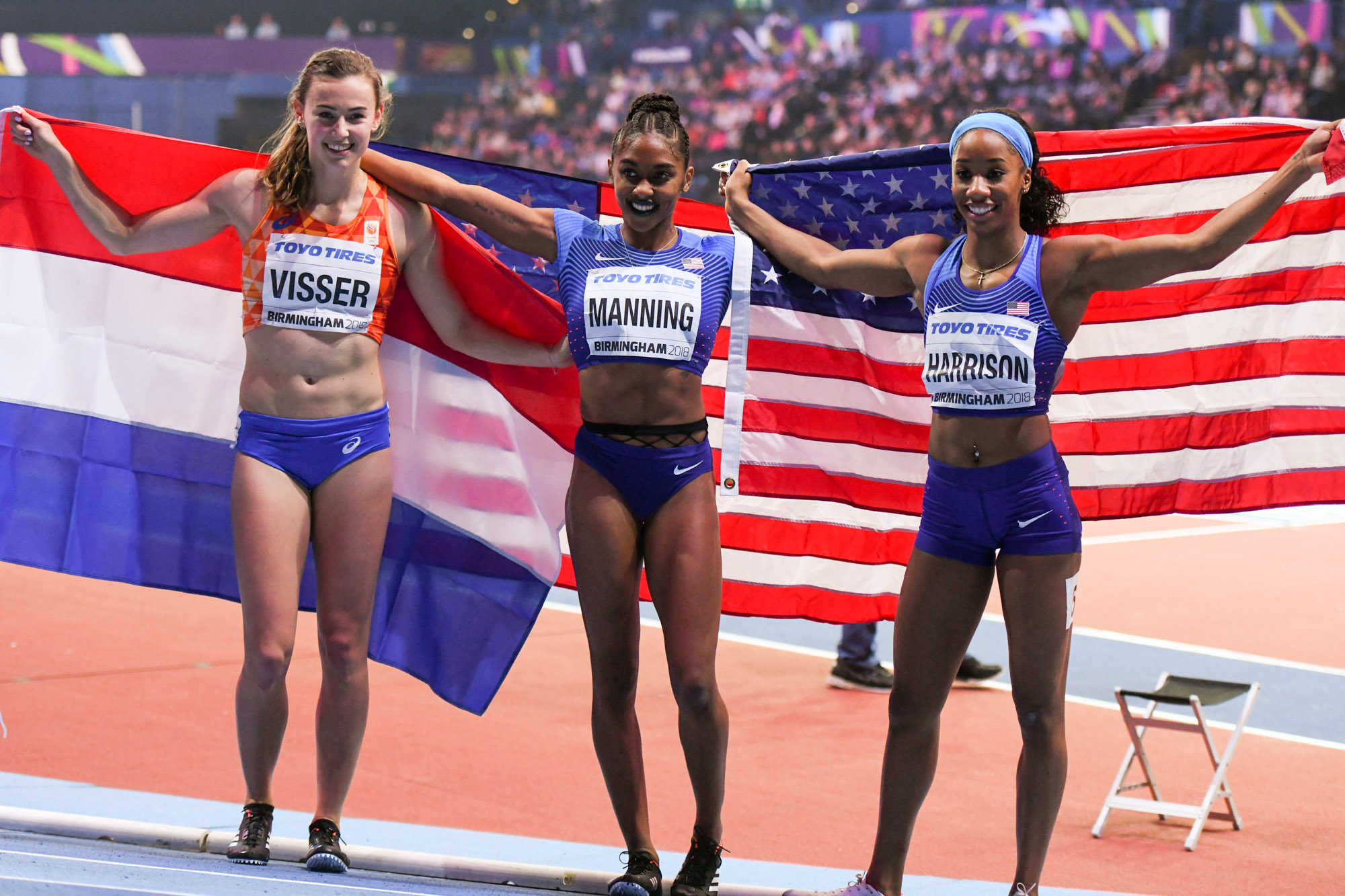
Visser, Manning et Harrison lors des championnats du monde en salle 2018.

Le 9 février 2018, à Clemson, Kendra Harrison égale le record d'Amérique du Nord, d'Amérique centrale et des Caraïbes du 60 m haies de Lolo Jones en 7 s 72, datant de 2010. Dix jours plus tard, elle égale ce temps en finale du championnats des États-Unis en salle d'Albuquerque mais doit se contenter de la médaille d'argent derrière Sharika Nelvis, auteur du nouveau record continental en 7 s 70, également 3e meilleure performance mondiale de l'histoire.
Le 3 mars, aux championnats du monde en salle de Birmingham, Kendra Harrison démontre enfin ses capacités à réaliser des performances en grand championnat, en remportant la médaille d'or de la finale du 60 m haies en 7 s 70. Auteure d'un record des championnats, elle égale le récent record d'Amérique du Nord, d'Amérique centrale et des Caraïbes de Sharika Nelvis, et devient ainsi la 3e meilleure performeuse mondiale de l'histoire. Elle devance sur le podium sa compatriote Christina Manning (7 s 79) et la Néerlandaise Nadine Visser (7 s 84). Sharika Nelvis doit se contenter de la 4e place en 7 s 86.
Le 11 août, elle remporte le titre aux championnats NACAC 2018 de Toronto en 12 s 55, record des Jeux. Elle devance Danielle Williams (12 s 67) et Andrea Vargas (12 s 91). Elle conclut sa saison par une deuxième place aux finales de la Ligue de Diamant à Bruxelles le 31 août avec un temps de 12 s 63, à seulement deux centièmes de seconde de l'Américaine Brianna McNeal.

### Vice-championne du monde à Doha (2019)
Après deux premiers 100 m haies courus aux Etats-Unis en 12 s 63 et 12 s 65, Kendra Harrison réalise le 19 mai 2019 la meilleure performance mondiale de la distance en 12 s 47 à l'occasion du meeting international d'athlétisme de Guadeloupe à Baie Mahault. Si elle abandonne ensuite la tête des bilans mondiaux au cours de la saison, elle termine une nouvelle fois deuxième des finales de la Ligue de Diamant à Bruxelles le 6 septembre avec un temps de 12 s 73. Surtout, elle remporte sa première médaille mondiale en plein air aux championnats du monde de Doha le 6 octobre, en finissant deuxième de la finale du 100 m haies en 12 s 46 derrière sa compatriote Nia Ali. 

### Vice-championne olympique à Tokyo (2021)
Lors des Jeux Olympiques de Tokyo en 2021, Harrison passe assez facilement le cap des demi-finales du 100 m haies avec un temps de 12 s 40. Mais en finale, elle ne peut rien faire face à la Portoricaine Jasmine Camacho-Quinn qui s'impose en 12 s 37, devant l'Américaine qui décroche malgré tout la médaille d'argent en 12 s 52.

## Palmarès

### International
| Date | Compétition                        | Lieu                               | Résultat | Épreuve     | Temps   |
| ---- | ---------------------------------- | ---------------------------------- | -------- | ----------- | ------- |
| 2016 | Circuit mondial en salle de l'IAAF | Circuit mondial en salle de l'IAAF | 2e       | 60 m haies  | détails |
| 2016 | Championnats du monde en salle     | Portland                           | 8e       | 60 m haies  | 8 s 87  |
| 2016 | Ligue de diamant                   | Ligue de diamant                   | 1re      | 100 m haies | détails |
| 2017 | Championnats du monde              | Londres                            | 4e       | 100 m haies | 12 s 74 |
| 2018 | Championnats du monde en salle     | Birmingham                         | 1re      | 60 m haies  | 7 s 70  |
| 2018 | Championnats NACAC                 | Toronto                            | 1re      | 100 m haies | 12 s 55 |
| 2018 | Ligue de diamant                   | Ligue de diamant                   | 2e       | 100 m haies | 12 s 63 |
| 2018 | Coupe continentale                 | Ostrava                            | 2e       | 100 m haies | 12 s 52 |
| 2019 | Ligue de diamant                   | Ligue de diamant                   | 2e       | 100 m haies | 12 s 73 |
| 2019 | Championnats du monde              | Doha                               | 2e       | 100 m haies | 12 s 46 |
| 2021 | Jeux olympiques                    | Tokyo                              | 2e       | 100 m haies | 12 s 52 |
| 2023 | Championnats du monde              | Budapest                           | 3e       | 100 m haies | 12 s 46 |
| 2023 | Ligue de diamant                   | Ligue de diamant                   | 3e       | 100 m haies | 12 s 44 |

### National
- Championnats des États-Unis d'athlétisme
  - vainqueur du 100 m haies en 2017, 2018, 2019, 2021 et 2022
- Championnats des États-Unis d'athlétisme en salle
  - vainqueur du 60 m haies en 2017

## Records
| Épreuve     | Épreuve   | Performance | Lieu       | Date            |
| ----------- | --------- | ----------- | ---------- | --------------- |
| 100 m       | Plein air | 11 s 35     | Lexington  | 7 mai 2016      |
| 100 m haies | Plein air | 12 s 20     | Londres    | 22 juillet 2016 |
| 400 m haies | Plein air | 54 s 09     | Eugene     | 13 juin 2015    |
| 60 m        | En salle  | 7 s 23      | Houston    | 17 janvier 2020 |
| 60 m haies  | En salle  | 7 s 70 (AR) | Birmingham | 3 mars 2018     |

### Meilleures performances par année
| Année | Temps   | Date            | Lieu           | Rang Mondial |
| ----- | ------- | --------------- | -------------- | ------------ |
| 2010  | 13 s 79 | 1er août 2010   | Sacramento     | 376          |
| 2011  | 13 s 49 | 18 juin 2011    | Greensboro     | 210          |
| 2012  | 13 s 03 | 12 mai 2012     | Clemson        | 75           |
| 2013  | 12 s 88 | 8 juin 2013     | Eugene         | 34           |
| 2014  | 12 s 71 | 27 juin 2014    | Sacramento     | 10           |
| 2015  | 12 s 50 | 16 mai 2015     | Starkville     | 4            |
| 2016  | 12 s 20 | 22 juillet 2016 | Londres        | 1            |
| 2017  | 12 s 28 | 4 juillet 2017  | Székesfehérvár | 1            |
| 2018  | 12 s 36 | 22 juillet 2018 | Londres        | 1            |
| 2019  | 12 s 43 | 12 juillet 2019 | Monaco         | 4            |
| 2020  | -       | -               | -              | -            |
| 2021  | 12 s 47 | 20 juin 2021    | Eugene         | 5            |